# Рюкюская религия

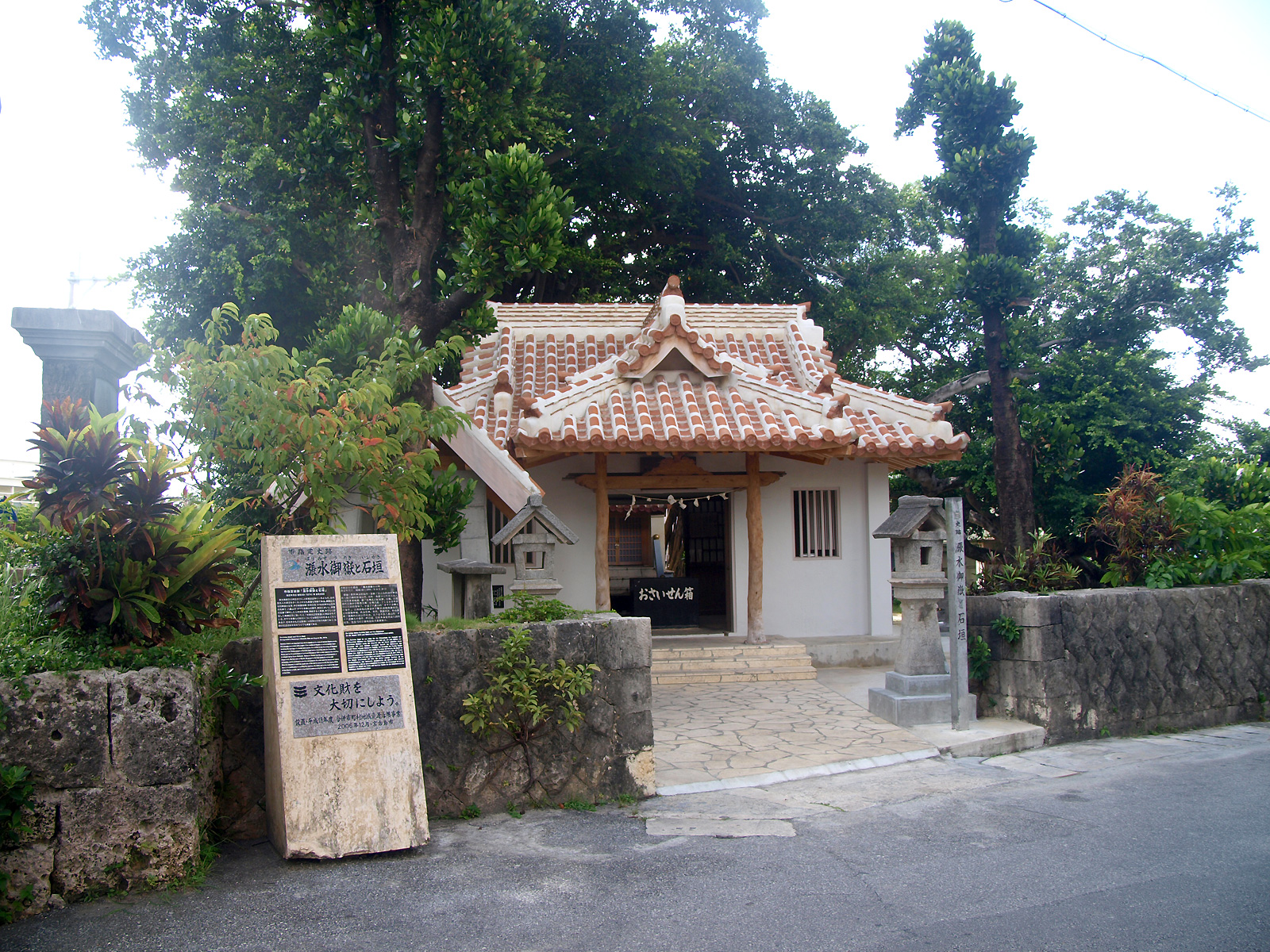
Харимицу утаки — рюкюский храм в Миякодзиме, префектура Окинава

Рюкюская религия — система убеждений коренного населения островов Рюкю. Хотя конкретные легенды и предания могут незначительно отличаться от места к месту и острова к острову, в общем религия Рюкю характеризуется как язычество с культом предков, ценятся уважительные отношения к живым, мёртвым, богам и духам природы.
Религиозные практики рюкюсцев испытали влияние китайских религий (даосизма, конфуцианства, и народных поверий), буддизма, синтоизма и в некоторой степени христианства.

## Храмы
Храмы или священные места в рюкюской религии, где происходит поклонение предкам и богам имеют название утаки (дословно с японского переводится как «священная гора»). В роли утаки могут быть рощи, леса, столбы, горные вершины.